# Hans Söhnker

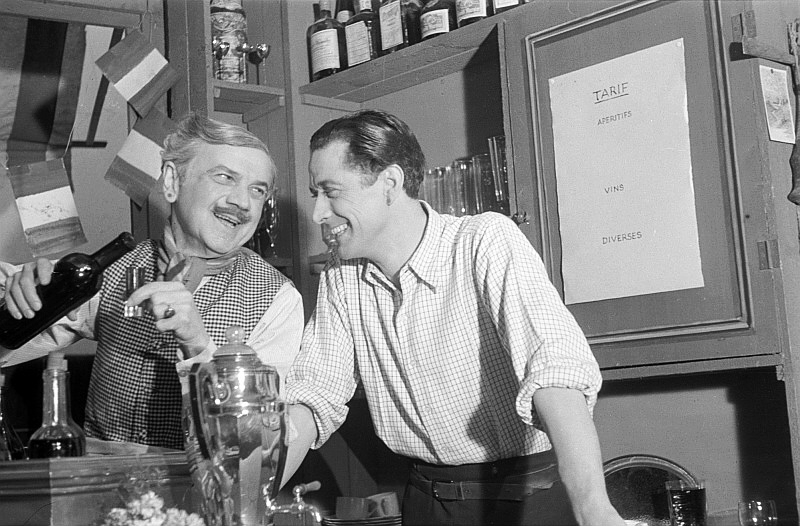
Hans Söhnker (der.) con Hans Leibelt

Hans Albert Edmund Söhnker (11 de octubre de 1903 - 20 de abril de 1981) fue un actor y cantante de nacionalidad alemana.

## Biografía
Nacido en Kiel, Alemania, y siendo hijo de un librero, cursó sus estudios secundarios en Kiel, además de formarse en la escuela de comercio, aunque pronto desarrolló la pasión por el teatro. Siguió clases de actuación impartidas por Clemens Schubert y en 1922 consiguió su primer compromiso en el Theater Kiel. En 1924 se trasladó a Fráncfort del Óder, y en 1925 a Danzig, donde participó en comedias musicales. Söhnker tomó clases de canto, formándose como tenor de operetas, aunque su trayectoria como cantante se vio paralizada al sufrir un nódulo en las cuerdas vocales.
Tras reponerse con éxito, y tras varios meses sin poder cantar, actuó de nuevo, con representaciones en Baden-Baden, Danzig, Chemnitz y Bremen. En 1933 actuó en el film de Viktor Janson Der Zarewitsch, empezando a trabajar para la UFA. Posteriormente actuó en las películas Jede Frau hat ein Geheimnis (1934), Der Mustergatte (1937), Frau nach Maß (1940), Ein Mann mit Grundsätzen (1943), Der Engel mit dem Saitenspiel (1944) y Große Freiheit Nr. 7 (1944).
En los años del Tercer Reich, Söhnker, en colaboración con otras personas del mundo del cine, oculto de los nazis a judíos, motivo por el cual estuvo en la lista negra de la Gestapo. Finalizada la Segunda Guerra Mundial, Söhnker fue uno de los primeros actores teatrales de Berlín, trabajando bajo la dirección de Boleslaw Barlog en el Schlossparktheater. Como actor cinematográfico, formó parte del reparto de filmes como Hallo, Fräulein (1949), Weiße Schatten (1951), Die Stärkere (1953), Hoheit lassen bitten (1954), Worüber man spricht (1958), Sherlock Holmes und das Halsband des Todes (1962), entre otros muchos. A diferencia de su primera etapa en el cine, en la cual solía encarnar a personajes elegantes y encantadores, tras la guerra a menudo hizo papeles dramáticos como actor de carácter, en los que se reflejaban las fatídicas experiencias vividas. 
A partir de los años 1960, Söhnker actuó en numerosas producciones televisivas. Entre las mismas, tuvo un gran éxito con las series Der Forellenhof (1965) y Salto Mortale (1969–1971). Con la producción familiar en 13 capítulos Meine Schwiegersöhne und ich (1968), obtuvo también un gran resultado de audiencia. Otro éxito de audiencia y crítica fue la serie Es muß nicht immer Schlager sein (1967), emitida por la ARD. Gracias a dichas producciones, Söhnker llegó a ser una de las estrellas más populares de los años 1960 y 1970.
Además de su trabajo como actor, el encantador conversador Söhnker fue también maestro de ceremonias y presentador, y en muchas de sus películas también tuvo la oportunidad de cantar. En 1968 Söhnker fue nombrado Staatsschauspieler (actor estatal), en 1973 premiado con la Orden del Mérito de la República Federal de Alemania, y en 1977 con la Filmband in Gold por su trayectoria en el cine alemán. 
Hans Söhnker falleció en 1981, a los 77 años de edad, en Berlín. Sus restos fueron esparcidos en el Mar Báltico. Había publicado unas memorias en 1974 bajo el título „… und kein Tag zuviel“.

## Filmografía
| - 1933: Der Zarewitsch - 1933: Schwarzwaldmädel - 1934: Sie und die Drei - 1934: Die Czardasfürstin - 1934: Annette im Paradies - 1934: Die große Chance - 1934: Ich sing mich in Dein Herz hinein - 1934: Jede Frau hat ein Geheimnis - 1935: Herbstmanöver - 1935: Liebesträume - 1935: Der junge Graf - 1935: Eva - 1936: Flitterwochen - 1936: Die Drei um Christine - 1936: Wo die Lerche singt - 1936: Faithful - 1936: Diener lassen bitten - 1936: Truxa - 1937: Patricia Gets Her Man - 1937: Der Mustergatte - 1937: Musik für dich - 1937: Die Fledermaus - 1937: Und du mein Schatz fährst mit - 1937: Der Unwiderstehliche - 1938: Der Tag nach der Scheidung - 1938: Die Frau am Scheidewege - 1938: Geld fällt vom Himmel - 1938: Die vier Gesellen - 1939: Männer müssen so sein - 1939: Gold in New Frisco - 1939: Irrtum des Herzens - 1939: Brand im Ozean - 1939: Nanette - 1940: Frau nach Maß - 1940: Blutsbrüderschaft - 1941: Auf Wiedersehn, Franziska - 1941: Der Strom - 1942: Meine Frau Teresa - 1942: Fronttheater (Cameo) | - 1943: Nacht ohne Abschied - 1943: Liebespremiere - 1943: Ein Mann mit Grundsätzen? - 1944: Große Freiheit Nr. 7 - 1944: Der Engel mit dem Saitenspiel - 1944: Tierarzt Dr. Vlimmen - 1947: Film ohne Titel - 1949: Hallo Fräulein! - 1949: 1 × 1 der Ehe - 1950: Geliebter Lügner - 1950: Nur eine Nacht - 1950: Der Fall Rabanser - 1951: Schatten über Neapel - 1951: Weiße Schatten - 1951: Mein Freund, der Dieb - 1952: Königin der Arena - 1953: Das singende Hotel - 1953: Die Stärkere - 1953: Muß man sich gleich scheiden lassen? - 1953: Ein Leben für Do - 1954: Männer im gefährlichen Alter - 1954: Hoheit lassen bitten - 1954: Ihre große Prüfung - 1955: Oberarzt Dr. Solm - 1955: Eine Frau genügt nicht? - 1955: Vor Gott und den Menschen - 1955: Ferien in Tirol - 1956: Studentin Helene Willfüer - 1956: Wenn wir alle Engel wären - 1956: Geliebte Corinna - 1957: Wie schön, daß es dich gibt - 1957: Die Freundin meines Mannes - 1957: Immer wenn der Tag beginnt - 1958: Worüber man nicht spricht - 1958: Die singenden Engel von Tirol - 1959: Serenade einer großen Liebe - 1959: Jacqueline | - 1960: Einer von Sieben (TV) - 1960: Die erste Mrs. Selby (TV) - 1960: Schachnovelle - 1960: Die Fastnachtsbeichte - 1960: Immer will ich dir gehören - 1961: Fast ein Poet (TV) - 1961: Das Schweigen (TV) - 1961: Unser Haus in Kamerun - 1962: Der längste Tag - 1962: Sherlock Holmes und das Halsband des Todes - 1963: Maria Stuart (TV) - 1964: Das Phantom von Soho - 1964: Die fünfte Kolonne – episodio Treffpunkt Wien - 1964: Sechs Stunden Angst (TV) - 1964: Jetzt dreht die Welt sich nur um dich - 1965: Olivia (TV) - 1965: Der Forellenhof (TV) - 1965: Briefe der Liebe (TV) - 1966: Im Jahre Neun (TV) - 1967: Der Hund von Blackwood Castle - 1967: Es muß nicht immer Schlager sein (TV) - 1968: Salto Mortale (TV) - 1969: Meine Schwiegersöhne und ich (TV) - 1971: Der erste Frühlingstag (TV) - 1972: In Schönheit sterben (serie TV Dem Täter auf der Spur) - 1973: . Lokaltermin (TV) - 1975: Beschlossen und verkündet (TV) - 1977: Vorhang auf, wir spielen Mord (TV) - 1978: Ein Koffer (serie TV Der Alte) - 1979: Die Weber (TV) - 1981: Im schönsten Bilsengrunde (TV) |

## Canciones
- 1934: Baden-Baden (a dúo con Eugen Rex)
- 1934: Zur Liebe gehört ein Hauch Romantik (con Metropol Vokalisten)
- 1934: Ich sing mich in Dein Herz hinein
- 1934: Jede Frau hat ein Geheimnis
- 1934: Ein Kuß nach Ladenschluß
- 1934: Man sieht ein Mädel an
- 1935: Lieber Kamerad, reich mir Deine Hand (con Metropol Vokalisten)
- 1935: Sei mir wieder gut, kleine Frau
- 1936: Früchte, die verboten sind
- 1936: Zum Auto gehört eine schöne Frau
- 1936: Man kann beim Tango sich so schöne Dinge sagen
- 1936: Dummes kleines Ding
- 1936: Morgens einen, mittags einen, abends einen Kuß
- 1936: Unter den Pinien von Argentinien
- 1936: Der Trotzkopf
- 1936: Ich glaube, es ist Zeit
- 1937: Mein Verhängnis sind die Frauen
- 1937: Für wen macht eine Frau sich schön?
- 1937: Auf der Rue Madeleine in Paris (a dúo con Anny Ondra)
- 1937: Ich hab kein Schloß und Du kein Palais (a dúo con Anny Ondra)
- 1937: Wem gehört Ihr Herz am nächsten Sonntag, Fräulein? (dúo con Magda Schneider)
- 1937: Musik für Dich

## Radio
- 1947: Curt Goetz: Hokuspokus – dirección: Hans Fahrenburg (Berliner Rundfunk)
- 1947: Erich Kästner: Ringelspiel 1947 – dirección: Hanns Korngiebel (RIAS Berlin)
- 1948: Stefan Zweig: Volpone – dirección: Hans Farenburg (Berliner Rundfunk)

## Actor de voz
Como actor de voz, dobló a actores como Rex Harrison (Unfaithfully Yours), Laurence Olivier (Besuch zur Nacht) y Michael Wilding (Ein idealer Gatte).

## Premios
- 1947: Premio Joachim Gottschalk por Como gustéis
- 1960: Premio Goldener Bildschirm
- 1966: Premio Bambi
- 1968: Nombrado Actor Estatal
- 1973: Orden del Mérito de la República Federal de Alemania de primera clase
- 1977: Filmband in Gold por su trayectoria en el cine alemán